# دوانته کول
دوانته کول (انگلیسی: Devante Cole؛ زادهٔ ۱۰ مهٔ ۱۹۹۵) بازیکن فوتبال اهل بریتانیا است.
از باشگاه‌هایی که در آن بازی کرده‌است می‌توان به باشگاه فوتبال بارنزلی، باشگاه فوتبال میلتون کینز دونز، باشگاه فوتبال منچستر سیتی، باشگاه فوتبال ویگان اتلتیک، باشگاه فوتبال فلیتوود، و باشگاه فوتبال برادفورد سیتی اشاره کرد.
وی همچنین در تیم‌های ملی فوتبال تیم ملی فوتبال زیر 16 سال انگلیس، زیر ۱۷ سال انگلستان، زیر ۱۸ سال انگلستان، و زیر ۱۹ سال انگلستان بازی کرده‌است.